# Балка Калинова (притока Бокової)
Балка Калинова, Балка Калиновата — балка (річка) в Україні у Долинському районі Кіровоградської області. Ліва притока річки Бокової (басейн Дніпра).

## Опис
Довжина балки приблизно 4,22 км, найкоротша відстань між витоком і гирлом — 3,88 км, коефіцієнт звивистості річки — 1,09. Формується декількома струмками та загатами. На деяких ділянках балка пересихає.

## Розташування
Бере початок на північно-західній стороні від села Баштине. Тече переважно на південний захід і у селі Бокове впадає в річку Бокову, праву притоку річки Інгульця.